# Нижні Чабини
Нижні Чабини (словац. Nižné Čabiny) — частина села Чабини, до 1964 року самостійне село в Словаччині, на території теперішнього Меджилабірського округу Пряшівського краю. Розташоване в північно-східній частині Словаччини, у Низьких Бескидах в долині ріки Лаборець на її лівому березі при впадінні Вілшави.
Уперше згадується у 1478 році.

## Пам'ятки
У селі є греко-католицька парафіяльна церква Різдва Пресвятої Богородиці з 1812 року в стилі неоренесансу, з 1963 року національна культурна пам'ятка та православна церква з 1925 року в історичному стилі.

## Населення
У 1880 році в селі проживали 234 особи, з них 186 вказали рідну мову русинську, 30 німецьку, 5 словацьку, 11 було чужинців а 2 німі. Релігійний склад: 189 греко-католиків, 12 римо-католиків, 33 юдеїв.
У 1910 році в селі проживало 359 осіб, з них 284 вказали рідну мову русинську, 63 німецьку, 6 угорську, 1 словацьку, 1 румунську, 4 іншу. Релігійний склад: 283 греко-католики, 62 юдеїв, 14 римо-католиків.